# Et puis ça va
Pour plus de détails, voir Fiche technique et Distribution.
Et puis ça va (titre original : Dr. Jack) est une comédie américaine, en noir et blanc et muet, réalisée par Fred C. Newmeyer et Sam Taylor, et sortie en 1922. Ce film met en scène le comique Harold Lloyd.

## Synopsis
Une jeune fille, à la santé fragile, est hospitalisée dans la sanatorium à la pointe de la modernité du docteur Saulsbourg. Celui-ci la traite sans amélioration depuis longtemps mais facture très cher ses tentatives infructueuses. C'est alors qu'arrive le docteur Jack Jackson qui va essayer de soigner véritablement la fille et de démasquer son confrère charlatan…

## Fiche technique
- Titre original : Dr. Jack
- Réalisation : Fred C. Newmeyer et Sam Taylor (non crédité)
- Scénario : Hal Roach, Sam Taylor, Jean C. Havez, H.M. Walker et Thomas J. Crizer (non crédité)
- Musique : Robert Israel (2002)
- Directeur de la photographie : Walter Lundin
- Montage : Thomas J. Crizer
- Production : Hal Roach, Hal Roach Studios
- Pays de production :  États-Unis
- Genre : Comédie
- Durée : 60 minutes
- Dates de sortie :
  - États-Unis : 26 novembre 1922
  - Finlande : 2 avril 1924
  - Portugal : 14 novembre 1927

## Distribution
- Harold Lloyd : Dr Jack Jackson
- Mildred Davis : la jeune fille malade
- John T. Prince : le père de la fille
- Eric Mayne : Dr Ludwig von Saulsbourg
- C. Norman Hammond : Jamison
- Charles Stevenson : un vigile
- Jackie Condon : un ami (non crédité)
- Mickey Daniels : un jeune patient (non crédité)
- Richard Daniels (en) : un homme (non crédité)
- William Gillespie : un joueur de cartes (non crédité)
- Wallace Howe : un vigile (non crédité)
- Anna Townsend (en) : la mère de Jamison (non créditée)
- Dorothy Vernon (en) : la réceptionniste (non créditée)

## Récompenses et distinctions

### Nominations
- Saturn Award 2006 :
  - Saturn Award de la meilleure collection DVD (au sein du coffret Harold Lloyd Collection)